# Смолярек, Эузебиуш
Эузе́биуш Смоля́рек (пол. Euzebiusz Smolarek, польское произношение [ɛu̯ˈzɛbjuʂ smɔˈlarɛk]; 9 января 1981, Лодзь, Польша) — польский футболист, выступал за сборную Польши. Имеет также гражданство Нидерландов.

## Биография
Сын футболиста Влодзимежа Смолярека (60 матчей и 13 голов за сборную Польши). Назван в честь знаменитого португальского футболиста Эйсебио. Эби вырос в Нидерландах, где долгое время выступал, а затем работал тренером его отец. Считался одним из самых перспективных игроков Европы. Смолярек занимался в юношеской школе «Фейеноорда», а затем дебютировал за основной состав клуба, за который выступал до 2004 года. В составе «Фейенорда» Смолярек выиграл Кубок УЕФА 2001/02.
Трижды подряд (2005, 2006 и 2007) признавался лучшим футболистом года в Польше.
В декабре 2009 года перешёл в греческую «Кавалу» на правах свободного агента. Проведя сезон в «Кавале», Эби по году отыграл в варшавской «Полонии» и катарском «Аль-Кхоре». В конце января 2012 года подписал однолетний контракт с «АДО Ден Хааг».
В 2014 году принял решение завершить карьеру футболиста, выступая за польскую «Ягеллонию». В января того же года проходил просмотр в московском «Торпедо», но контракт не был подписан.

## Сборная
- Дебютировал 13 февраля 2002 года в матче со сборной Северной Ирландии.
- Забивал за сборную в 13 матчах (всего 20 голов), и 11 из них поляки выиграли, лишь 1 проиграли при 1 ничьей.
- Автор хет-трика в ворота сборной Казахстана (13 октября 2007) и покера в ворота Сан-Марино (1 апреля 2009)
- Участник чемпионата мира 2006 года и чемпионата Европы 2008 года.

## Достижения

### Командные
«Фейеноорд»
- Обладатель Кубка УЕФА: 2001/02

### Личные
- Футболист года в Польше (3): 2005, 2006, 2007

## Интересные факты
- В октябре 2006 года забил 2 мяча в ворота сборной Португалии в домашнем матче в Хожуве. Поляки выиграли 2-1, а Эби стал первым за 20 лет поляком, забившим мяч в ворота португальцев. Последний раз это удавалось его отцу.